# 하야테처럼!의 등장인물 목록
하야테처럼!의 등장 인물에서는, 하타 켄지로의 만화 작품 및 그것을 원작으로 하는 텔레비전 도쿄계 애니메이션 《하야테처럼!》에 등장하는 인물 및 인간 이외의 것에 대해 설명한다.

## 산젠인가 관계자
당주는 산젠인 재벌 연장자인 산젠인 미카도. 그밖에 그 손녀 나기뿐. 그 재력은 작중 최고인 제1위이다. 이야기의 중심이면서 아직도 수수께끼에 쌓인 부분이 많다. 미카도는 석유왕인 것 외에 M.H.E(미카도·하이퍼·에너지)는 산젠인가의 산하에 있다.
아야사키 하야테
성우：시라이시 료코 / 양정화
본작의 주인공으로, 나기가 고용하여 산젠인가를 시중들게 된 집사. 부모님이 진 1억 5,680만 4,000엔의 빚 때문에 종종 불행한 사건에 말려든다. 하지만 요즘은 줄여서 1억 5천만 엔으로 불리고 있다.

산젠인 나기
성우：쿠기미야 리에 / 김서영
본작의 히로인이며, 메인 히로인 넘버1. 산젠인가의 외동따님. 자존심은 강하지만 약간 히키코모리 기미가 보이며 만화·애니메이션·게임을 좋아한다. 하야테와 자신이 사귀고 사랑하고 있다고 생각한다.

마리아
성우：타나카 리에 / 서지연
메인 히로인 넘버2. 산젠인가를 시중드는 미인으로 유능한 하우스메이드. 하야테와 나기에 있어서 연상의 누나, 언니와 같은 존재. 나이가 많아 보이지만 정작 17살.

크라우스
(본명：크라우스 세이시로우) 성우：미야케 켄타 / 김준
산젠인가의 집사장. 1946년(계산상)4월 18일태생의 A형. 58세. 신장 181cm. 체중 80kg. 독신. 열혈 일본인으로, 카이저수염이 자랑거리. 산젠인 본가의 집사장인지 나기네 별택의 전속인지는 불분명하지만, 집사장으로써 그 나름대로 유명인인 듯하다. 젊은시절에는 나기의 어머니였던 유카리코의 전속 집사로 한때에는 어린 유카리코가 청혼을하자 목조건물 무라사키관을 예물로 받아챙기고 청혼을 거절하여 미움을 받는것으로 이를 해결하였다.
하야테를 “소년”이라고 부른다. 돈으로 만사를 해결하는 것이 노인의 싸우는 법이라고 생각하지만, 사실은 꽤 유능하고 강하고, 애니메이션에서는 자신의 옷을 모두 날려 버리는 투기를 발하고 있다. 필살기는 크라우스 킥. 애니메이션에서 거대한 케이크를 만드는 등 가사도 할 수 있는 것 같다.
히메가미가 그만둔 후 나기의 후임 집사를 스스로 찾고 있었기 때문에 초기 에피소드는 몇 번이나 하야테를 그만두게 하려고 조건을 내밀어 왔다. 하야테가 집사 호랑이굴로부터 귀환한 이후는 그러한 표정은 보여주지 않지만, 최근에도 소년선데이 게재시 캐릭터 소개에 “하야테를 해고하려 하고 있다”라고 씌었다. 그러나, 하쿠오 학원에 합격한 하야테를 축하하거나(파티를 여는 핑계를 댈 수 있었기 때문이기도 하지만), 어느 사건에 빠진 그를 구출하거나 성장을 평가하는 등 완전히 싫어하지는 않는 것 같다. 게다가 정체를 모르는 채 여장한 하야테에 반한 적도 있다.
나기에게는 미움받는 듯하고, 일이 있을 때마다 그녀에게 얻어 맞거나 하고 있다. 어느 배로 살인 청부업자의 침입을 허락하거나 하쿠오 학원의 마라톤대회에서는 마리아와 사키에게 부끄러운 모습을 시킨 결과, 히무로와 싸우지 않고 돈으로 해결하거나 하고, 나기나 마리아로부터 해고당하는 편이 좋다고 들어 버린 적도 있다.
초기 설정상으로는 꽤 상위의 존재였는데도 언제나 출장가 있기 때문에 출연이 적고, 이따금 등장하면 나기에 “살아 있었냐” 등이란 말을 듣거나 타마의 마음 속에서 하야테보다 격하당하는 등 불우한 존재가 되고 있다. 커버 뒤나 보너스 페이지에서도 이 일은 스포일러가 되고 있다.
처음엔 차분하고 근사한 나이스미들(중년 남성)로서 등장하고 있었으나, 원작보다 출연이 많은 애니메이션판에서는 변태성이 강조되어 지금은 완전히 그 계통의 캐릭터로서 계속 정착하고 있다(12권 권말의 보너스 페이지에서 유카리코에게도 “당신은 처음부터 그런 위치였으니까!!”라고 말해지는 경우도 있다).
애니메이션 36화엔 크라우스를 중심으로 한 이야기가 있다. 나기에게 필요 없어졌다고 시사되어 침체되어 있었지만, 주위의 응원에 생기를 되찾았다. 때때로 괴롭힘을 당하고 있지만, 존경받고 있는 부분도 있는 것을 엿볼 수 있다. 저택에서 나가게 된 나기에게 유카리코로부터 맡아두었던 무라사키관을 돌려주는 것으로 대활약을 해보였다.
산젠인 미카도
성우：니시무라 도모미치 / 홍진욱
나기의 외할아버지(이로부터 나기의 아버지는 입양되었다고 생각할 수 있다). 신체적인 프로필은 모두 불명. 가족 구성은 직접적인 혈연으론 나기뿐이지만, 노골적으로 죽기를 바라지는 만큼 미움을 받고 있다. 자산은 “몇 조 엔(4권 2화)” 정도로 여겨진다. 상냥한 듯해 보이는 호들갑 할아범이 되거나 사악해 보이는 미소를 띄우거나 마리아나 카스미 아이카에게 울며 매달리는 등 인물상은 일정하지 않는다. 상당한 혜안으로, 세상의 변천을 예견해 왔다고 자칭하며 '저주의 돌'의 저주 해제까지 예상하고 있다. 나기가 평가하기로는 “드래곤 ○스트 III”의 조○마, 사쿠야가 평가하기로는 만담가 단시와 같은 존재. 단, 마리아에게는 약하다. 하야테에 대해, '빚 갚기에만 바쁜 인생은 무의미하다'라고 말해, 수수께끼의 팬던트(하야테 왈, “비행석?”)을 주었다. 또, 아이카에게도 같은 팬던트를 주었다.
친딸 유카리코의 성묘는 가지 않으며, 그 때의 나기의 발언 등으로부터 그녀의 죽음을 받아 들이지 않은 것으로 시사된다. 하야테에 건네준 수수께끼의 팬던트와 동일한 팬던트를 가지고 있다(백 스테이지나 본편 표현에서는 하야테에 비참한 꼴을 당하게 하기 위한 물건인 것 같지만 의도는 현 시점에서는 불분명하다).
친척 중에 “나기가 울며 사과하게 할 수 있는 사람(계승 후보자에 한정)에게 산젠인가의 유산을 모두 상속시킨다”라고 선언해, 길버트에 “하야테를 엉망진창으로 만들면 나기는 울면서 사과한다”라고 부추겼다. 그러나 길버트의 코믹한 유괴 사건 때, 하야테가 나기를 지키기 위해 유산 상속의 조건을 “먼저 하야테를 쓰러뜨리는 것”으로 바꾸어 버린 것 때문에, 산젠인가의 재산을 노리는 사람들의 화살은 나기에서 하야테로 향하게 되었다.
산젠인 유카리코
성우:미나구치 유코
나기의 모친. 1997년 3월 13일(나기가 다섯살 때)에 죽는다. 언제나 스톨을 걸쳐 입고 있고, 나기가 어른이 된 것 같은 모습을 하고 있어, 하야테의 꿈 속에서 “나기를 아무쪼록 부탁해”라고 했다. 몸이 매우 약했던 것 같다. 일단 퇴원했지만, 그 후 병이 나빠져 그대로 죽었다(다만 나기의 프로필에는 사고사로 되어 있다). 덧붙여서, 남편은 나기가 철 들기 전에 죽는다. 신혼 여행의 추억의 장소인 시모다에 묘가 있어, 남편과 함께 그곳에 잠들어 있다. 이스미의 모친인 하츠호의 진짜 언니와 같이 존경받고 있었다. 하츠호나 나기 왈 “유카리코와 하야테는 닮았다.” 독녀였다.
성격적으로는 천연 덜렁이인 면이 있던 것 같고, 아직 어린 나기에 특 난처할 수 있거나 죽은 후도 그녀에게 걱정되거나 하고 있다. 닉네임은 “유꿍”으로, 사쿠야도 그 이름으로 부르고 있었다. 12권 권말의 보너스 페이지에도 등장해, 서글픔도 있는 본편에서는 생각할 수 없을 정도로 해맑은 상태로 등장한다. 크라우스나 히나기쿠의 상담을 일도양단 하는 등 천연 덜렁이과 동시에 독설가인 면도 있다. 이것 때문에 다방면에서 팬 레터가 와서, 13권에서도 권말을 담당했다.
애니메이션 제24화에서는, 와타루의 회상 신에서 등장하고 있다.
히메가미
나기의 전 집사(결과적으로 하야테는 그의 후임). 나기와 사이가 좋았던 것 같지만, 산젠인가로부터 나왔다. 집을 나온 것을 와타루에게 뒤집어 씌운 나기가 갑자기 울기 시작하거나 나기가 “그 바보”라고 부른 적도 있다. 나기와의 사이에 어떠한 사건이 일어난 것이 실종의 계기라고 생각되지만, 아직도 자세한 것은 불명.
필살기 “산젠인 오의”의 저자이지만, 어떤 기술인가는 불명. 그 오의를 사용할 때마다벽이나 천장을 부수고, 마리아가 수리하고 있던 것 같다.
소설판 설정에서는 히메가미가 보일러실의 지하 4000미터에 원자로를 만들었다. 이것은 네리마 전체의 전력을 조달할 수 있는 것 같아서, 아무리 제어봉을 빼고 꽂고를 해도 망가지지 않는다.
작자는 원작과 애니메이션판의 히메가미는 성씨는 같아도 완전히 다른 사람이며, 아래의 이름도 다르다고 코멘트하고 있다.

## 아야사키 하야테 관계자
텐노스 아테네
하야테의 어린시절 만난 아이로 하쿠오 학원 이사장이며 하야테를 좋아한다.
아야사키 이쿠사
하야테의 형이다. 누군가가 울고있다, 라고하면 단박에 감지하고 달려가서 구해주는 것은 마치 '부르면 질풍처럼 달려와준다.'라는 하야테와 동일한면을 보인다.
아야사키 스즈네
하야테의 친할머니. 극장판 하야테처럼! HEAVEN IS A PLACE ON EARTH에서 등장한다.
니시자와 아유무
성우：타카하시 미카코
'평범함이 특징'이라고 불릴 정도로 평범한 가정의 평범한 하야테의 전 학교친구. 학교를 그만둔 하야테와 재회했을 때 히나기쿠의 도움을 받은 것을 계기로 하쿠오학원 및 다양한 부유층들과도 친해졌다. 위험한 상황에서 하야테에게 도움을 받은 후 반했지만 거절당한 상태. 그래도 포기하지 않았다고는 하지만, 어째서인지 하야테는 고사하고 다른쪽으로 플래그를 세워나가고 있다.
스이렌지 루카
성우：야마자키 하루카
하루카제 치하루가 여자 하야테라고 말했다. 하야테처럼 빛이 1억5천만엔이 있으며 그 빚을 인수해준 기획사에서 아이돌 가수로 대활약 중이다. 그러나 정작 그 꿈은 나기와 마찬가지로 1조부를 판매할 수 있는 만화가. 하야테와 첫 만남때 하야테가 여장을 하고 있어서 여자로 알고 있다가 나중에 남자인걸 알게된다.
소야
하야테가 다니던 학교친구. 본래에는 하타 켄지로 작가의 초기작인 수상구조요원을 주인공으로한 '라이프 세이버즈'의 주인공이다. 토막상식을 툭툭 내뱉는 것이 특징으로, 비공식으로 세계기록급의 수영속도를 보유하고있어서 별명은 <하마의 환생>.

## 하쿠오 학원 관계자
카츠라 히나기쿠
성우：이토 시즈카
하야테가 다니는 하쿠오 학원의 학생회장. 외모반정, 학업우수, 운동신경 최상의 미스 퍼펙트. 그 인기도를 따져보자면 하야테처럼 인기투표에는 매번 1위를 차지하며, 그 중 대부분이 2위와의 차이가 더블스코어, 심지어 트리플스코어에 달한적도 있을정도. 과거 부모가 8천만엔의 빚을 떠넘기고 도망가 언니와 둘이서 생활한 적이 있기에 비슷한 과거를 가진 하야테에게 끌리는 마음을 갖고있다가 연심으로 발전한다.
카츠라 유키지
성우：나바타메 히토미
카츠라 히나기쿠의 언니로 세계사 교사이다. 애주가이며 못난 어른. 교사로는 눈뜨고 봐줄수는 없으나 교육자로서는 상당한 수준을 갖고있어서 성적최악의 학생회 멤버들의 보충교사일을 떠맡고있다. 부모가 떠넘긴 8천만엔에 달하는 빚과 돌봐야했던 초등학생 여동생까지 있었으나 그것을 모두 다 멋지게 갚아내었기에 과거와 현재의 갭이 히나기쿠에게는 한마디로 표현하기에는 곤란한 언니. 지금의 부모님은 유키지의 초등학교시절 담임선생님과 그 부인이었던 부부.
카오루 쿄노스케
성우：히노 사토시
하쿠오 학원의 체육과목 교사. 학창시절대 활발하였던 카츠라 유키지에게 반하였다. 그러나 10여년 가량이 지난 지금까지도 고백조차 못하는 못난이.
세가와 코테츠
성우：시노미야 고우
세가와 이즈미의 쌍둥이 오빠. 아버지의 의향으로 집사로서 하쿠오에 다니고 있으며, 본래에는 여성에 대해 관심이 전혀 없었지만 여장을 한 하야테에게 연심을 품게 되었고, 남자라는 것을 알게 된 이후로도 지속적으로 따라붙고있다. 일상속의 하야테가 실력행사에 주저를 두지 않는 유일한 인물.
마키무라 시오리
성우：사토 리나
천재이며 로봇을 만들다 하쿠오 학원에 교사로 일한다. 마리아와 같이 하쿠오 학원을 다녔으며 당시의 직위는 학생회 부회장.
아즈마미야 코타로
성우：사토 리나
노노하라 카에데
성우：코니시 카츠유키
아즈마미야 코타로의 집사다. 아즈마미야 코타로가 남자답지 못한 행동을 하면 공격한다.
하루카제 치하루
성우：후지무라 아유미
하쿠오 학원의 서기. 세상물정 모르는 부모가 집안을 반쯤 말아먹어 버리자 스스로 돈을 벌기위해 각종 아르바이트를 하고있다. 주 수입원은 아이자와 사쿠야의 전속 메이드 업무. 하쿠오 학생들 중에서 인생경험으로는 탑 3위안에 들어가며, 스이렌지 루카, 산젠인 나기에게는 좋은 상담역이 되어준다.
아이자와 사쿠야
성우：우에다 카나
산젠인 나기의 친척이며 오사카 사투리를 쓴다. 동생이 있어서 남을 잘 보살핀다. 개그맨 기질이 강하며 타인의 개그에는 상당히 까다롭다.
사기노미야 이스미
성우：마츠키 미유
산젠인 나기의 친구. 유서깊은 무녀가문의 후계자로 술식 <하치요>의 계승자. 어마어마한 방향치이자, 기계치. 하야테를 히어로 만화의 주인공과 같은 모습을 동경하고있다.

### The 학생회 임원
세가와 이즈미, 하나비시 미키, 아사카제 리사가 스스로를 부르는 이름이다. 학생회 임원이지만 공부를 못해서 보충을 받거나 낙제하는 경우가 많으며 공부하기 싫어서 카츠라 유키지를 꼬셔서 같이 온천여행을 가기도 했다. 동영상 연구부 부원이기도 하다. 하야테를 하야타라고 부른다.  
세가와 이즈미
성우：야하기 사유리
하야테와 같은 반이며 반장이지만 반장의 업무를 대충 해서 히나기쿠한테 떠넘긴다. 솔직하며 순진하다. 하야테가 여장한 모습을 바로 알아차려서 세가와 코테츠한테 말해준다.
동영상 연구부 활동으로 하야테가 시계탑에서 떨어지는 장면을 촬영할 때 히나기쿠가 나타나 관심이 그쪽으로 돌려져서 하야테가 혼자만 떨어지는 장면을 봤다.
본인을 자각하지 못했지만 미키와 리사의 장난으로 하야테를 좋아한다는걸 깨달았다. 어린시절 하야테와 키스한적이 있으며 이때도 하야테를 하야타라고 불렀다. 어린 시절의 일을 기억하지만 하야테인지는 모른다.
인기투표 8위로 대망신 영상이 공개됐다. 치마속에 쫄바지를 입고다닌다. The 학생회 임원에서 레드를 맡고있다.
하나비시 미키
성우：나카오 에리
하야테와 같은 반이며 부반장이다. The 학생회 임원에서 블루를 맡고있다.
아사카제 리사
성우：아사노 마스미
하야테와 같은 반이며 풍기위원이다. The 학생회 임원에서 블랙을 맡고있다. 하야테와 처음 만났을때는 이름이 미나미 하루오라는 장난을 쳤다.

## 사람이 아닌 인물
하늘의 소리 天の声[*]
성우 : 와카모토 노리오 / 김일
원작·애니메이션에 거의 매번 나오는 수수께끼의 소리. 주로 이야기의 진행·해설·츳코미 또는 캐릭터에게 짓궂은 말을 할 때에 등장한다. 또, 마지막 씬에 등장해 그 회의 이야기를 마감하는 경우가 많다. 작중의 캐릭터로 묘사되기도 한다. 애니메이션에서는 하야테의 대사를 자기가 말하거나 외국인 같은 말투를 사용한다.「하늘의 소리」라고 하는 이름은 애니메이션화할 때 붙여진 것으로, PV판에서는 「내레이션」이라고 되어 있다.
그 독특한 어투에 인기가 있어 2007년 10월에 개최된 「아키하바라 엔타 축제2007」의 「하야테처럼! 캐릭터 인기 투표 in 아키하바라」에서 10위를 기록했다(남성 성우가 담당한 캐릭터에서는 1위를 기록).
모 애니메이션의 모 코치와 성우가 같아, 인기 투표 당시 얼굴 사진에 모 코치의 실루엣이 사용되었다.
타마
산젠인 나기가 기르는 고양이지만 사실은 호랑이다. 인간의 말을 할줄 알지만 숨기고 있다.
시라누이
카츠라 히나기쿠가 주은 고양이. 그러나 카츠라 집안의 어머니에게 고양이 알레르기가 있고, 함께 주웠던 아유무의 집은 아파트라는 이유로, 하야테가 맡게되어 산젠인 나기가 기르게 됐다.

## 참조
1. ↑  백스테이지Vol.159 보관됨 2008-02-05 - 웨이백 머신 2007年11月28日